# Sci alpino ai I Giochi olimpici giovanili invernali - Supercombinata femminile
La gara della supercombinata ragazze di sci alpino ai I Giochi olimpici giovanili invernali di Innsbruck 2012 si è tenuta sulla pista della Patscherkofel il 15 gennaio. Hanno preso parte a questa gara 42 atlete in rappresentanza di 35 nazioni.

## Risultato
| Pos. | Pett. | Atleta                      | Nazione       | Tempo Super-G | Tempo Slalom | Tempo totale | Distacco |
| ---- | ----- | --------------------------- | ------------- | ------------- | ------------ | ------------ | -------- |
|      | 9     | Magdalena Fjällström        | Svezia        | 1'05"23       | 35"59        | 1'40"82      |          |
|      | 11    | Estelle Alphand             | Francia       | 1'04"74       | 36"67        | 1'41"41      | +0"59    |
|      | 24    | Adriana Jelínková           | Paesi Bassi   | 1'05"54       | 36"67        | 1'42"21      | +1"39    |
| 4    | 4     | Petra Vlhová                | Slovacchia    | 1'06"71       | 35"51        | 1'42"22      | +1"40    |
| 5    | 1     | Martina Rettenwender        | Austria       | 1'05"84       | 36"41        | 1'42"25      | +1"43    |
| 6    | 2     | Clara Direz                 | Francia       | 1'05"64       | 36"67        | 1'42"31      | +1"49    |
| 7    | 3     | Luana Flütsch               | Svizzera      | 1'06"01       | 36"53        | 1'42"54      | +1"72    |
| 8    | 15    | Ekaterina Tkachenko         | Russia        | 1'05"88       | 37"21        | 1'43"09      | +2"27    |
| 9    | 32    | Roni Remme                  | Canada        | 1'06"37       | 36"89        | 1'43"26      | +2"44    |
| 10   | 7     | Jasmine Fiorano             | Italia        | 1'06"40       | 36"87        | 1'43"27      | +2"45    |
| 11   | 13    | Saša Brezovnik              | Slovenia      | 1'06"85       | 36"63        | 1'43"48      | +2"66    |
| 12   | 6     | Veronica Olivieri           | Italia        | 1'05"70       | 37"82        | 1'43"52      | +2"70    |
| 13   | 12    | Greta Small                 | Australia     | 1'06"13       | 38"07        | 1'44"20      | +3"38    |
| 14   | 31    | Sasa Trsinski               | Croazia       | 1'06"93       | 38"28        | 1'45"21      | +4"39    |
| 15   | 17    | Helga Maria Vilhjalmsdottir | Islanda       | 1'08"44       | 37"00        | 1'45"44      | +4"62    |
| 16   | 16    | Piera Hudson                | Nuova Zelanda | 1'07"52       | 40"28        | 1'47"80      | +6"98    |
| 17   | 20    | Julia Mueller-Ristine       | Stati Uniti   | 1'07"93       | 40"17        | 1'48"10      | +7"28    |
| 18   | 30    | Kayo Denda                  | Giappone      | 1'09"29       | 38"95        | 1'48"24      | +7"42    |
| 19   | 37    | Katarzyna Wasek             | Polonia       | 1'10"14       | 38"44        | 1'48"58      | +7"76    |
| 20   | 34    | Delfina Constantini         | Argentina     | 1'09"26       | 39"83        | 1'49"09      | +8"27    |
| 21   | 25    | Sara Ramentol               | Andorra       | 1'08"53       | 40"75        | 1'49"28      | +8"48    |
| 22   | 38    | Agnese Aboltina             | Lettonia      | 1'10"67       | 41"62        | 1'52"29      | +11"47   |
| 23   | 36    | Aleksandra Popova           | Bulgaria      | 1'11"34       | 41"13        | 1'52"47      | +11"65   |
| 24   | 35    | Olivia Schoultz             | Finlandia     | 1'11"82       | 41"14        | 1'52"96      | +12"14   |
| 25   | 21    | Jo Eun-Hwa                  | Corea del Sud | 1'12"71       | 41"86        | 1'54"57      | +13"75   |
| 26   | 29    | Julie Faarup                | Danimarca     | 1'13"34       | 48"11        | 2'01"43      | +20"61   |
| 27   | 41    | Dila Kavur                  | Turchia       | 1'19"80       | 47"62        | 2'07"42      | +26"60   |
| 28   | 28    | Claudia Seidl               | Slovenia      | 1'08"44       | 1'01"19      | 2'09"63      | +28"81   |
| 29   | 40    | Celine Kairouz              | Libano        | 1'21"08       | 48"66        | 2'09"74      | +28"92   |
| 30   | 42    | Hadis Ahmadi                | Iran          | 1'24"82       | 50"15        | 2'14"97      | +34"15   |
| DNF  | 22    | Anastasia Gorbunova         | Ucraina       | 1'12"84       | DNS          |              |          |
| DNF  | 5     | Nora Grieg Christensen      | Norvegia      | 1'05"63       | DNF          |              |          |
| DNF  | 10    | Jasmina Suter               | Svizzera      | 1'05"84       | DNF          |              |          |
| DNF  | 19    | Dominika Drozdikova         | Rep. Ceca     | 1'08"30       | DNF          |              |          |
| DNF  | 8     | Christina Ager              | Austria       | DNF           |              |              |          |
| DNF  | 14    | Alisa Krauss                | Germania      | DNF           |              |              |          |
| DNF  | 18    | Mikaela Tommy               | Canada        | DNF           |              |              |          |
| DNF  | 23    | Ona Rocamora                | Spagna        | DNF           |              |              |          |
| DNF  | 26    | Rachelle Rogers             | Regno Unito   | DNF           |              |              |          |
| DNF  | 27    | Triin Tobi                  | Estonia       | DNF           |              |              |          |
| DNF  | 33    | Jenny Reinold               | Germania      | DNF           |              |              |          |
| DNF  | 39    | Zsuzsanna Ury               | Ungheria      | DNF           |              |              |          |

Legenda:
- Pos. = posizione
- Pett. = pettorale
- DNF = prova non completata
- DNS = non partita